# Haplorchis taichui
Haplorchis taichui ist ein Zwergdarmegel, ein digener Saugwurm aus der Gattung Haplorchis und einer der Auslöser der Haplorchiasis. Verbreitungsgebiete sind Thailand, Laos, Kambodscha, Vietnam, Südchina, Taiwan, Philippinen, Hawaii, Ägypten, Naher Osten, Bangladesch, Indien und Malaysia. Vor allem in Nordthailand und Vietnam kommen bei der Bevölkerung Befallsraten von etwa 65 % vor.

## Morphologie
Haplorchis taichui hat einen kleinen, ovalen und abgeflachten Körper. Größe, Form und die Skleriten am Bauchsaugnapf sind die wichtigsten Unterscheidungskriterien von anderen Haplorchis-Arten. H. taichui weist eine halbmondförmige Reihe von 12 bis 16, langen, sichelförmigen und hohlen Stacheln und linksseitig eine Gruppe sehr kleiner solider Stacheln auf.

## Lebenszyklus
Der Endwirt scheidet die Eier mit dem Kot aus. Sie sind 20–33 × 11–17 µm groß. Der erste Zwischenwirt sind verschiedene Süßwasserschnecken. Die Zerkarie dringet zwischen den Schuppen in verschiedene Süßwasserfische (vor allem Karpfenfische wie Silberbarbe, Cirrhinus molitorella, Cyclocheilichthys spp., Hampala spp., Labiobarbus leptocheila, Mystacoleucus marginatus, Onychostoma elongatum, Puntius spp. und Rhodeus ocellatus) ein. Vögel, Säugetiere (einschließlich Hunde und Katzen) und Menschen sind der natürliche Endwirt. Experimentell lassen sich zahlreiche andere Säugetiere infizieren. Die Ansteckung erfolgt durch Aufnahme der Metazerkarien mit rohen oder ungenügend erhitzten Fischen.